# Gediz
Gediz (hist. Hermos) – rzeka w Azji Mniejszej, wypływająca w górach Frygii, Dindymos, płynąca krętym biegiem przez równinę lidyjską, przyjmująca kilka dopływów i wpadająca do Zatoki Smyrneńskiej, na południowy wschód od Fokai. W piaskach na jej dnie odnajdywano złoto.